# Anatomska terminologija
Anatomska terminologija je oblika znanstvene terminologije, ki jo uporabljajo anatomi, zoologi in zdravstveni strokovnjaki, kot so zdravniki in farmacevti.
Anatomska terminologija uporablja številne edinstvene izraze, pripone in predpone, ki izhajajo iz stare grščine in latinščine. Za nekoga, ki ne pozna teh izrazov, lahko ti izrazi delujejo zapleteno ali težko razumljivo. Ker se anatomski izrazi uporabljajo predvsem v znanstvenih okoljih, se njihovi pomeni sčasoma redko spremenijo. V vsakdanjem jeziku se pomen besed lahko razvija ali spreminja, anatomski izrazi pa ostajajo konstantni, kar zagotavlja njihovo natančnost in zanesljivost pri uporabi.
Za ponazoritev, kako nejasen je lahko vsakdanji jezik. Če nekdo reče, da ima brazgotino »nad zapestjem«, ni povsem jasno, kje se brazgotina dejansko nahaja – lahko je bližje komolcu, na prednji ali na hrbtni strani. Anatomska terminologija omogoča bolj natančno izražanje.
Trenutni mednarodni standard za poimenovanje človeških anatomskih struktur je Terminologia Anatomica (TA). Razvila sta ga Zvezni odbor za anatomsko terminologijo (FCAT) in Mednarodna zveza združenj anatomov (IFAA), izdan pa je bil leta 1998. Pred tem so uporabljali standars imenovan Nomina Anatomica. Terminologia Anatomica vsebuje terminologijo za približno 7500 anatomskih izrazov, ki se nanašajo na vidne, makroskopske strukture v človeškem telesu. Za mikroskopsko anatomijo ali histologija ima svoj standardiziran sistem terminov v Terminologia Histologica. Za embriologijo, ki preučuje ki preučuje zgodnji razvoj organizmov, pa obstaja standard Terminologia Embryologica. Njegova uporaba je ključna pri raziskavah in medicinski praksi, kjer je pomembno natančno opisovanje razvojnih faz in sprememb. Leta 2016 sta bili dve poglavji Terminologia Anatomica, ki pokrivata centralni in periferni živčni sistem, združeni v standar Terminologia Neuroanatomica.